# رادو ألبوت
رادو ألبوت (بالرومانية: Radu Albot)‏ مواليد 11 نوفمبر 1989 في كيشيناو، هو لاعب كرة مضرب مولدوفي بدأ مسيرته كمحترف سنة 2006 يلعب باليد اليمنى ويحتل حالياً المرتبة رقم. 124 (1 فبراير 2016) في تصنيف رابطة محترفي كرة المضرب. أعلى تصنيف له في الفردي كان المركز الـ 85 في سنة 2015.

## روابط خارجية
- رادو ألبوت على موقع رابطة محترفي التنس (الإنجليزية)
- رادو ألبوت على موقع الاتحاد الدولي لكرة المضرب (الإنجليزية)
- رادو ألبوت على موقع كأس ديفيز (الإنجليزية)
- رادو ألبوت على موقع خلاصة التنس.كوم (الإنجليزية)
- رادو ألبوت على موقع إي إس بي إن.كوم (الإنجليزية)
- رادو ألبوت على موقع اللجنة الأولمبية الدولية (الإنجليزية)
- رادو ألبوت على موقع أوليمبيديا (الإنجليزية)